# Старое еврейское кладбище (Мукачево)
Старое еврейское кладбище — уничтоженное, а впоследствии восстановленное закрытое иудейское кладбище по ул. Академика Павлова в Мукачево, Украина. Здесь расположена и могила раввина Хаима Лазара Шпира.

## История
К 1956 году количество похороненных составляло 5 200 человек и в этом году захоронения были прекращены. В 1978 году местные власти ликвидировали кладбище. 29 января 1979 года секретарь ЦК КПУ В. Щербицкий передал ЦК КПСС просьбу «американской общины иудеев хасидов сохранить еврейское кладбище в г. Мукачево». Английский лорд Роберт Максвелл (Ян Людвиг Хох) приехал с просьбой о сохранении кладбища к Л. Брежневу в Москву, но опоздал. К 1979 году по краям бывшего кладбища осталось 35 захоронений. Застройку земли кладбища предотвратил 37-й Президент США Ричард Никсон, позвонивший генеральному секретарю ЦК КПСС Леониду Ильичу Брежневу.
После на месте кладбища была автобаза, а затем платная автостоянка. В 1990-е годы по просьбе остатков еврейской общины Мукачево территорию возвратили. В 2014 году Александр Киселев, в прошлом советский еврей, а ныне американский миллиардер Алекс Ровт выкупил землю и восстановил уничтоженное кладбище. На средства родственников когда-то похороненных здесь людей построили мемориальный комплекс в честь погибших во время нацистской оккупации. При входе в мемориал памятный знак «Мужчинам, женщинам, старикам и детям, которые были жестоко убиты во время фашистской оккупации только потому, что они были евреями. Этого не должно повториться. Вечная память погибшим».